# 拟榕叶冬青
拟榕叶冬青（学名：Ilex subficoidea）为冬青科冬青属的植物。分布于越南以及中国大陆的福建、湖南、海南、广西、江西、广东等地，生长于海拔500米至1,350米的地区，一般生长在山地混交林中，目前已由人工引种栽培。